# Национальный симфонический оркестр Панамы
Национальный симфонический оркестр Панамы (исп. Orquesta Sinfónica Nacional de Panamá) — ведущий академический коллектив Панамы.
Основан 27 мая 1941 г. распоряжением панамского президента Арнульфо Ариаса Мадрида. Первый концерт состоялся 18 августа того же года.
Несмотря на значительные трудности, вплоть до кризиса 1988 г., в результате которого состав оркестра сократился наполовину, оркестр продолжает существовать и пропагандировать в Панаме академическую музыку.

## Руководители оркестра
- Герберт де Кастро (1941—1944, 1953—1964)
- Вальтер Майерс (1944—1952)
- Роке Кордеро (1964—1966)
- Эдуардо Шарпантье де Кастро (1966—1988)
- Хорхе Ледесма Брэдли (1988—1992)
- Эфраин Гуигуи Аббо (1992—1994)
- Хорхе Ледесма Брэдли (с 1994 г.)